# Drosera amazonica
Drosera amazonica ist eine fleischfressende Pflanze aus der Gattung Sonnentau (Drosera). Die nur aus Brasilien bekannte Art wurde erst 2009 erstbeschrieben.

## Beschreibung
Drosera amazonica ist eine ausdauernde, krautige Pflanze und bildet ein kleines, bis zu 10 cm hohes, unverzweigtes Stämmchen, das mit vertrockneten Blättern der Vorsaison bedeckt ist.
Die Nebenblätter sind papierartig, zerrissen und in 5 bis zur Basis gefranste Segmente geteilt. Diese Segmente sind 0,1 mm lang an der Basis, wobei die äußeren Segmente etwas länger als die inneren sind (etwa 1,5 bis 2 mm). Die inneren Segmente sind ca. 1 mm lang.
Die Fangblätter sind rosettig angeordnet und unbehaart. Nur im jungen Alter sind die Blätter mit ungestielten, durchsichtigen Drüsen, oder mit kurzen, angedrückten, roten oder weißen Härchen mit ca. 0,5 mm Länge bedeckt. Die Blattstiele sind unbehaart, 5 bis 10 mm lang, 1 bis 2 mm breit, verjüngen sich gleichmäßig bis zur Blattspreite und die Ränder sind leicht zurückgebogen. Die Blattspreiten sind spatelförmig bis verkehrt eiförmig, 2,5 bis 5 mm lang und 1 bis 3 mm breit.
Die Einzelblüten sind ungestielt oder kurzstielig und mit Tragblättern versehen. Stängel, Tragblätter, Blütenstiel und Kelchblätter sind mit kurzen, angedrückten, ca. 0,5 mm langen, roten oder weißen Härchen bedeckt. Der Blütenstiel und der untere Teil der Kelchblätter sind zusätzlich mit gelblichen, durchsichtigen und kurzgestielten Drüsen besetzt. Der Blütenstand ist kurz, 1 bis 3,5 mm lang, ca. 0,5 mm dick und in der Blüte aufrecht, biegt sich aber in Frucht nach unten. Das Tragblatt ist pfriemförmig oder fadenförmig mit einer spitzen Spitze, 1 bis 2 mm lang und 0,1 bis 0,5 mm lang. Der Blütenstiel ist 0,5 bis 1 mm lang und 0,5 mm dick. Die 5 eiförmigen Kelchblätter sind pfriemförmig, spitz, 2,5 bis 4 mm lang und bis zu 1 mm breit in der Mitte. Der Kelch ist glockenförmig und spreizt sich zur Fruchtzeit. Die 5 weißen Kronblätter sind länglich, mit spitzer bis abgerundeter Spitze, 5 bis 6 mm lang und 0,5 mm breit an der Basis und der Spitze und an der breitesten Stelle 1,2 bis 2 mm breit. Die 3 Griffel sind an der Basis zergliedert und bis zu 2 mm lang. Der Fruchtknoten ist fast kugelförmig und 1 mm im Durchmesser. Die Pflanze besitzt 5 Staubblätter. Die Staubbeutel sind weiß, die Staubfäden 2 bis 2,5 mm lang, 0,1 mm dick und der Pollen gelb.
Die Samen sind eiförmig bis kugelförmig, 0,2 bis 0,5 mm lang, 0,2 bis 0,3 mm breit, schwarz und feingrubig.

## Verbreitung, Habitat und Status
Die Verbreitung von Drosera amazonica beschränkt sich auf zwei bekannte Populationen im Norden Brasiliens. Die Art ist von einigen Aufsammlungen etwa 100 km flussaufwärts von Manaus, entlang des Igarapé Cachoeira, eines Nebenflusses des Rio Cuieiras, der sich wiederum in den Rio Negro entleert, bekannt. Dieses Habitat ist im „Parque Estadual do Rio Negro Setor Sul“, einem relativ gut vor Rodung geschützten Gebiet, zu finden. Eine weitere Population befindet sich etwa 450 km nördlich dieser Region im „Viruá National Park“ und wächst dort zusammen mit Drosera capillaris.
Das Habitat von Drosera amazonica ist eine offene Savanne, dominiert von Gräsern und Seggen, vereinzelt kommen auch Bäume und Büsche vor. Sie gedeiht dort auf weißem Quarzsand, der saisonal oder bei starkem Regen überflutet wird. Der Boden ist stark sauer und extrem arm an Nährstoffen und besteht entweder aus tiefem Sandsediment oder seichten Böden mit Sandsteinaufschlüssen. Die Art bildet große Populationen mit vielen dicht beieinander stehenden Einzelpflanzen.

## Ökologie
Die Blüten duften süßlich. Nach der Blüte biegt der nur sehr kurze Blütenstiel sich abwärts, so dass die reifen Samenkapseln sich nach unten öffnen und die Samen sich nur auf dem Boden direkt unter der Mutterpflanze verteilen. Die feine Oberflächenstruktur der Samen fängt durch Kapillareffekte Luftbläschen ein und verleiht ihnen somit Schwimmfähigkeit. Daher wird eine Ausbreitung durch Wasser (Nautochorie) vermutet.

## Systematik
Der Name „amazonica“ verweist auf die biogeografische Region in der diese Art endemisch ist, nämlich das nördliche Amazonasbecken in den brasilianischen Staaten Amazonas und Roraima. Drosera amazonica ist eine relativ neu entdeckte Art. Fernando Rivadavia untersuchte 1998 Herbarbelege einer bisher unbestimmten Drosera Art, die bereits zwischen 1961 und 1992 gesammelt wurden. 2006 gelang es ihm den Ursprungsort der Sammlungen zu bestimmen und die Pflanzen zu finden. 2009 wurde die Art zusammen mit Alberto Vicentini und Andreas Fleischmann beschrieben.